# Araneus matogrosso
Araneus matogrosso là một loài nhện trong họ Araneidae.
Loài này thuộc chi Araneus. Araneus matogrosso được Herbert Walter Levi miêu tả năm 1991.